# جیمز ای رابینسون
جیمز آلن رابینسون (انگلیسی: James A. Robinson; ۱۹۶۰ (۶۴–۶۵ سال) –) اقتصاددان و دانشمند سیاسی بریتانیایی-آمریکایی است. وی همچنین برندهٔ جوایزی همچون جایزه یادبود نوبل علوم اقتصادی شده است. او همچنین در هریس، مؤسسه پیرسون برای مطالعه و حل تعارضات جهانی را هدایت می‌کند. رابینسون قبلاً از سال ۲۰۰۴ تا ۲۰۱۵ در دانشگاه هاروارد تدریس می‌کرد.

## آموزش
رابینسون در سال ۱۹۸۲ مدرک لیسانس اقتصاد را از دانشکده اقتصاد و علوم سیاسی لندن، در سال ۱۹۸۶ مدرک کارشناسی ارشد را از دانشگاه وارویک و دکترای فلسفه در نظریه اقتصادی و روابط کار از دانشگاه ییل در سال ۱۹۹۳ دریافت کرد

## دستاوردها
دارون عجم اوغلو، جیمز ای رابینسون و سایمون جانسون به صورت مشترک برای نشان دادن «اهمیت نهادهای اجتماعی را برای شکوفایی یک کشور» برنده جایزه نوبل اقتصاد در سال ۲۰۲۴ شدند.